# Skäragyl, Småland
Skäragyl är en sjö i Älmhults kommun i Småland och ingår i Skräbeåns huvudavrinningsområde.